# Wolmaransstad
Wolmaransstad ist eine Stadt in der südafrikanischen Provinz Nordwest (North West). Sie ist Verwaltungssitz der Gemeinde Maquassi Hills im Distrikt Dr Kenneth Kaunda.

## Geographie
2011 hatte Wolmaransstad, zusammen mit den anliegenden Townships Trotsville und Tswelelang, 33.492 Einwohner. Die Stadt liegt am Makwasi River.

## Geschichte
Wolmaransstad wurde 1888 auf dem Gelände der Farmen Rooderand und Vlakfontein gegründet. Den Namen erhielt sie nach Jacobus M. A. Wolmarans, einem damals maßgeblichen Lokalpolitiker. 1891 erhielt sie Stadtrechte.

## Wirtschaft und Verkehr
Um Wolmaransstad wird vor allem Mais angebaut. In alluvialen Schichten werden Diamanten gefunden.
Wolmaransstad liegt an der Fernstraße N12, die Johannesburg über Klerksdorp im Nordosten und Kimberley über Bloemhof im Südwesten verbindet. Ferner liegt die Stadt an der R504, die von Schweizer-Reneke im Westen nach Meyerhof im Osten führt, sowie der R505, die Ottosdal im Norden mit Wesselsbron im Süden verbindet.
Wolmaransstad besitzt einen Bahnhof an der Strecke Makwassie–Vermaas, die im Güterverkehr bedient wird. Der Wolmaransstad Airport (ICAO-Code FAWD) liegt nördlich der Stadt und wird nicht im Linienverkehr angeflogen.

## Sehenswürdigkeiten
- Das Kirchengebäude der Niederländisch-reformierten Kirche wurde von Gerard Moerdyk entworfen, der auch das Voortrekkerdenkmal in Pretoria schuf.

## Persönlichkeiten
- Abraham Erasmus van Wyk (* 1952), Botaniker